# Porasilus satyrus
Porasilus satyrus là một loài ruồi trong họ Asilidae. Porasilus satyrus được Lamas miêu tả năm 1971. Loài này phân bố ở vùng Tân nhiệt đới.